# Shoshone (Californie)
Pour les articles homonymes, voir Shoshone (homonymie).

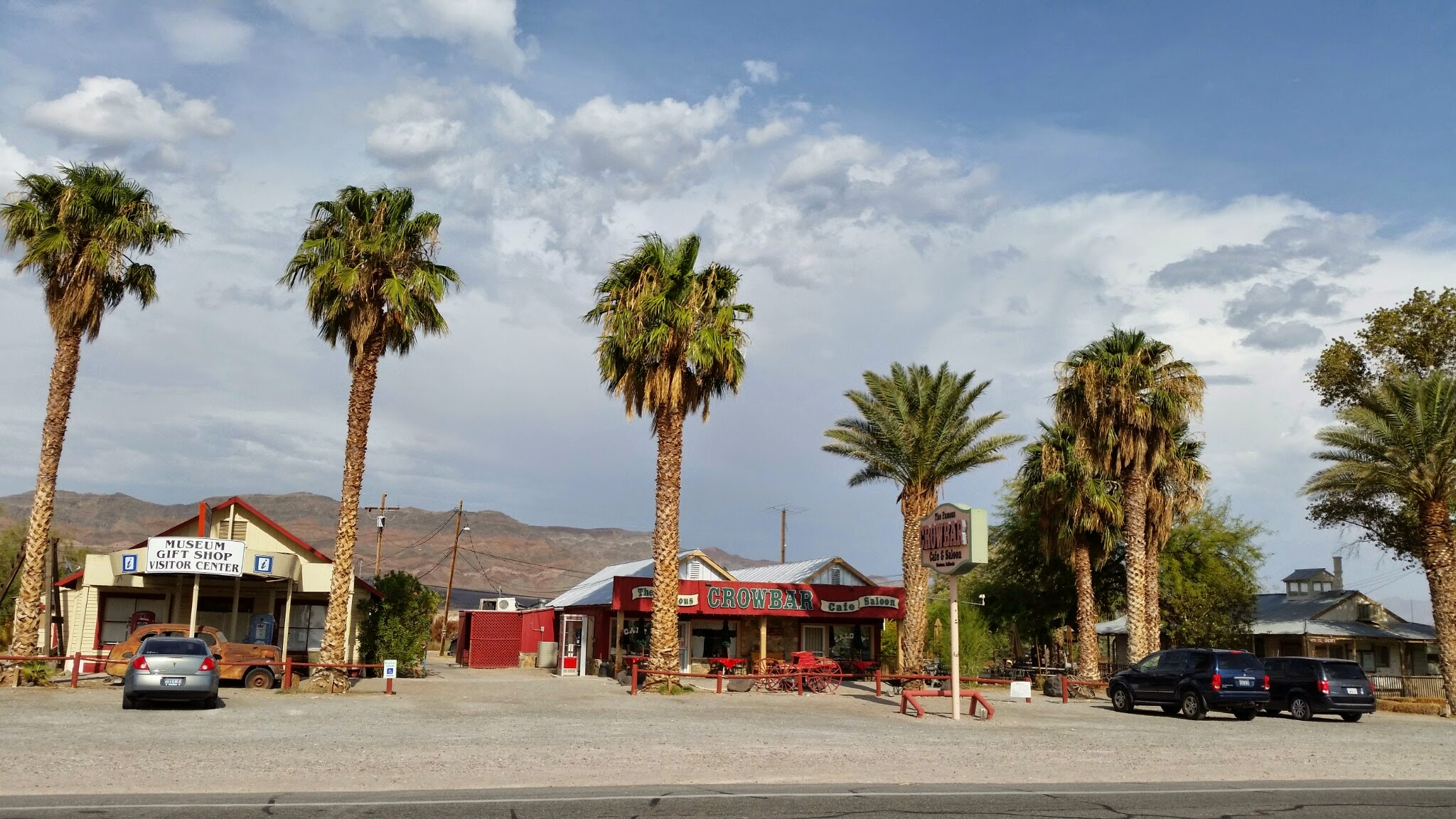
Musée et Crowbar Café and Saloon

Shoshone est une census-designated place du comté d'Inyo, dans le sud de la Californie (États-Unis). Elle est l'une des portes du parc national de la vallée de la Mort et se trouve au carrefour des routes menant à Baker et Pahrump. Elle représente le dernier endroit à offrir des services (poste, station service, restaurant, bar, café) avant Furnace Creek. Sa superficie totale est de 74,4 km2 et elle compte 52 habitants.

## Démographie
| 2000 | 2010 | - | - | - | - |
| ---- | ---- | - | - | - | - |
| 52   | 31   | - | - | - | - |